# Torre Sunyer
La torre Sunyer és un edifici de Molins de Rei (Baix Llobregat) inclòs a l'Inventari del Patrimoni Arquitectònic de Catalunya.

## Descripció
Les ruïnes delimiten una planta quasi trapezial de mides d'11,15 m x 3,26 m x 3 m x 7,20 m. Els murs fan 1,2 m de gruix (el del nord) i 1 m (el de migdia). El de ponent sembla que es prolonga un xic més enllà, però tot està molt cobert de vegetació i s'hauria d'excavar per comprovar-ho. L'aparell dels murs és d'opus spicatum, bastant bonic, i carreus i lloses apaïsades.

## Història
Aquestes ruïnes, que hom sempre ha vist igual (al centre hi ha un gran munt de pedres) i que no tenen cap nom popular, han estat batejades per un erudit local, J. Tort Mensa, amb el nom de "Torre Sunyer", perquè creu que devia tractar-se d'aquesta torre, situada dins el terme d'Olorda, que Enyec Bonfill donà a Sant Cugat el 988 ("in termino de Olorda turre qui fiut de qd. Suniario, cum ipsos domos qui ibidem sunt". No hi ha cap prova fefaent que les ruïnes siguin la dita torre.
Que era una torre de guaita és, això no obstant, evident, perquè el lloc d'emplaçament és estratègic: hom domina tots els castells de la dreta del Llobregat, a més del castell del Papiol en aquesta vora esquerra. Però que es tracti forçosament de la Torre Sunyer ja no és tan segur. Al terme d'Olorda, al qual pertanyien aquests terrenys on després es formà Molins de Rei, hi havia diverses torres, que formaven un circuit fortificat entorn de la muntanya, de cara al Llobregat. El mateix document del 998 esmenta "in huius loco prefato (Olorda) vel in circuito turris ipsius".